# Canal SOFAR

Velocidad de sonido en función de la profundidad en un norte de Hawái en el océano Pacífico. El canal SOFAR se encuentra a 750 m de profundidad.

El canal SOFAR por sus siglas en inglés (Sound Fixing and Ranging channel), o canal de sonido profundo, es una capa horizontal de agua en el océano en cuya  profundidad la velocidad de sonido es mínima. El canal SOFAR actúa como guía de onda para el sonido, y para las ondas sonoras con baja frecuencia que se encuentran en el canal pueden viajar miles de millas antes de disiparse. El canal de sonido profundo se describió de forma  independientemente por Maurice Ewing,  Stanley Wong y Leonid Brekhovskikh en 1940.